# 神は偉大な王を守る
神は偉大な王を守る（Domine salvum fac regem）は、フランス王国の王室歌、非公式の国歌である。フランスはフランス革命の結果、共和制の国家として現在も存在しているため、この国歌は一切使用されない。

## 歴史

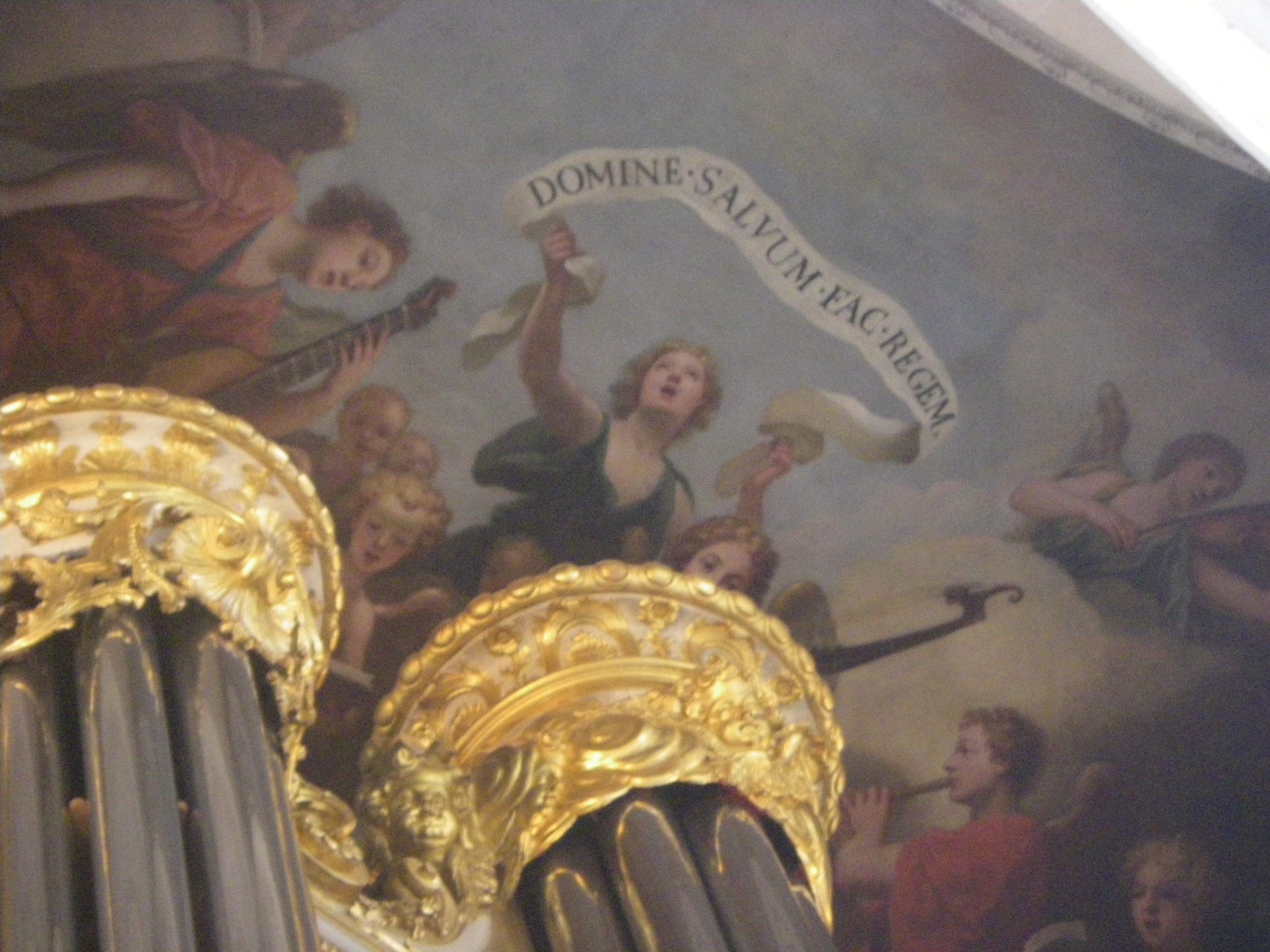
ヴェルサイユ宮殿内の壁画にフランス王国の国歌のタイトルが描かれている。

中世にはフランスで歌詞が確立していた。歌詞の冒頭文"Domine, salvum fac regem, et exaudi nos in die qua invocaverimus te."は、ラテン語訳聖書の詩篇第20篇（la:Psalmus 20）の最後の行から取られている。
この歌詞に作曲家のジャン・ムートンが1515年に音楽をつけてモテットとした。同一の歌詞に対して多数の作曲家が異なる旋律を付けており、ムートン以外にジャン＝バティスト・リュリ、ディートリヒ・ブクステフーデ、マルカントワーヌ・シャルパンティエ（24曲作曲）、フランソワ・クープランなどの作曲したものが知られている。

## 俗説
「神は偉大な王を守る」の旋律がイギリス国歌「国王陛下万歳」の旋律として流用されたという俗説があるものの、信憑性は疑わしいとされている。

## 歌詞
歌詞はラテン語で書かれている。
英語訳

| Domine salvum fac regem et exaudi nos in die qua invocaverimus te. Gloria Patri et Filio, et Spiritui Sancto. Sicut erat in principio et nunc et semper et in saecula saeculorum. Amen. | Lord, save our King and hear us in the day in which we shall call upon Thee. Glory to the Father and the Son, and the Holy Spirit. As it was in the beginning and it is now, and it shall be, for ever without end. Amen. |

日本語訳

| Domine salvum fac regem et exaudi nos in die qua invocaverimus te. Gloria Patri et Filio, et Spiritui Sancto. Sicut erat in principio et nunc et semper et in saecula saeculorum. Amen. | 神よ、私たちの王をお守りください。 わたしたちがあなたを呼び求める日にわたしたちの言葉を聞いてください。 父と子への栄光、そして聖霊。 始まりのときのように そしてそれは今であり、またそれは永遠に終わりのないものになるでしょう。 アーメン。 |

## 歴代フランス国歌一覧
- アンリ四世万歳（Vive Henri Ⅳ!）- フランス革命前、および復古王政期の国歌。
- 門出の歌（Le chant du depart）- 第一帝政期の国歌。
- ラ・マルセイエーズ（La Marseillaise）- 現在のフランスの国歌。
- ラ・パリジェンヌ（La Parisinenne）- 七月王政（オルレアン朝）期の国歌。
- ジロンド派の歌（Le chant des girondins）- 第二共和政期の国歌。
- シリアへ旅立ちながら（Partant pour la Syrie）- 第二帝政期の準国歌。
- インターナショナル（L'Internationale）- パリ・コミューンの革命歌、後のソ連国歌。政治情勢次第ではフランスの国歌にもなった可能性がある。
- 元帥よ、我らここにあり！（Marechal, nous voila!）- ヴィシー政権の準国歌。ドイツ占領地域では三色旗とラ・マルセイエーズは禁止されていた。
- パルチザンの歌（フランス語版）（Le chant des partisans）- 自由フランスの準国歌。第四共和政の国歌の座をラ・マルセイエーズと争った。